# Rostre (cétacé)
Pour les articles homonymes, voir Rostre.

Rostre de baleine et de dauphin.

Le rostre est un terme d'origine latine (rostrum) désignant le bec ou le museau de la plupart des cétacés odontocètes, notamment des dauphins. Il est formé par l'os maxillaire et la mandibule allongée. Il peut être long ou court, étroit ou large, selon les espèces.

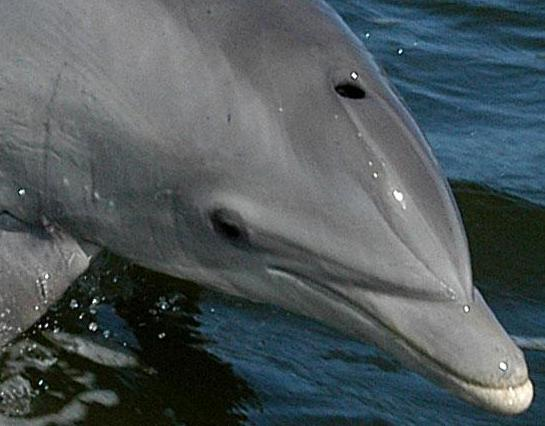
Rostre de dauphin.